# Distretto di Opava
Il distretto di Opava (in ceco okres Opava) è un distretto della Repubblica Ceca nella regione di Moravia-Slesia. Il capoluogo di distretto è la città di Opava.

## Geografia antropica
Il distretto conta 77 comuni:

### Città
- Budišov nad Budišovkou
- Dolní Benešov
- Hlučín
- Hradec nad Moravicí
- Kravaře
- Opava
- Vítkov

### Comuni mercato
- Litultovice

### Comuni
- Bělá
- Bohuslavice
- Bolatice
- Branka u Opavy
- Bratříkovice
- Brumovice
- Březová
- Budišovice
- Čermná ve Slezsku
- Darkovice
- Děhylov
- Dobroslavice
- Dolní Životice
- Háj ve Slezsku
- Hať
- Hlavnice
- Hlubočec
- Hněvošice
- Holasovice
- Hrabyně
- Chlebičov
- Chuchelná
- Chvalíkovice
- Jakartovice
- Jezdkovice
- Kobeřice
- Kozmice
- Kružberk
- Kyjovice
- Lhotka u Litultovic
- Ludgeřovice
- Markvartovice
- Melč
- Mikolajice
- Mladecko
- Mokré Lazce
- Moravice
- Neplachovice
- Nové Lublice
- Nové Sedlice
- Oldřišov
- Otice
- Píšť
- Pustá Polom
- Radkov
- Raduň
- Rohov
- Skřipov
- Slavkov
- Služovice
- Sosnová
- Staré Těchanovice
- Stěbořice
- Strahovice
- Sudice
- Svatoňovice
- Šilheřovice
- Štáblovice
- Štěpánkovice
- Štítina
- Těškovice
- Třebom
- Uhlířov
- Velké Heraltice
- Velké Hoštice
- Větřkovice
- Vršovice
- Vřesina
- Závada